# 塩水くさび
塩水くさび（えんすいくさび）とは、河川や帯水層中に海水が遡上し、基底部付近に塩分濃度の高い層を造る現象である。

## メカニズム

### 河口付近
河口付近の河川は川底が海面より低くなり、河川に海水が浸入する。この時、海水の方が淡水よりも比重が大きい為、表層には淡水、川底付近には塩分濃度の高い海水の層が構成される。これを断面にしてみると、河川の下に海水が潜り込み、くさびが打ち込まれたような形状になることからこの名がある。海水面の変動に連動する為、干潮時には小さく、満潮時には大きくなる。また、河川の流入量によっても変動し、降雨後などの増水時には小さくなる。塩水くさびを決定するパラメーターは簡単なモデルでは塩分濃度と水位(水圧)である。また塩分くさびは河川内の酸素濃度 (DO) にも影響を与える。
河川の規模や構造により、くさびの大きさや形状は異なる。急流で河口が狭い河川ではあまり大きくならないが、勾配が緩く河口が広い河川では長大な層を形成し、大河では100キロメートル以上の上流にまで遡る規模となる例も報告されている。
例えば、岐阜県は海の無い県であるが、その南端部は木曽三川の河口から十数キロメートルしかなく海抜ゼロメートル地帯がひろがる。このため、海の無い岐阜県にも塩水くさびは到達しており、海水には接していることになる。また、浚渫により川底が深くなって塩水くさびが大きくなり、塩害の拡大が懸念されたため、つくられたのが長良川河口堰である。
汽水域では、川面から真下を観察すると、上層に淡水魚、下層に海水魚が泳いでいる様子が見られる事もある。汽水魚の中には二つの層を行き来できるものもいる。
海水・河川水が共に懸濁物質が少なく透明である条件が揃うと、滲んだ曇りのような境界がみられる。揺らめいて見えるためメディアやアウトドア領域では「ゆらゆら帯」と呼ぶこともある。90年代、名古屋テレビ制作のアウトドア番組「Let's ドン・キホーテ」の番組中で、中本賢がこの現象に「ゆらゆら帯」と命名したものが一般化した。

### 海岸付近の地下水
海岸付近の地下水の帯水層にも海水が浸入する。帯水層中の塩水くさびは、帯水層の地下水の海への流出ポテンシャルと、海水の帯水層への流入ポテンシャルのバランスにより、その範囲が決まる。

## 問題と対策
塩分濃度の高い河川水が農業用水に混入した場合、灌漑などに影響を与える。
河川では、堰などを設置しくさびの遡上を押さえ込む等の対策が行われる場合がある。
帯水層では、海岸平野における地下水利用（工業用水・農業用水）を過剰に行うために、地下水と海水のバランスが崩れ、海水が侵入することで地下水が塩水化する現象も報告されている。その範囲拡大は地下水の塩水化と言われ、地下水の過剰揚水による公害（地盤沈下と同様）のひとつとも言われる。対策として地下水の揚水量の規制や地下ダムの設置が行われる。

## 海面上昇の影響
地球温暖化による海面上昇で、塩水くさびが内陸へ拡大し、飲料水や工業用水の確保を困難にすると予測されている。海岸線が100メートル後退すると、地下水の塩水化の範囲は100メートルよりも何割も大きくなることが懸念されている。